# Clydesdale

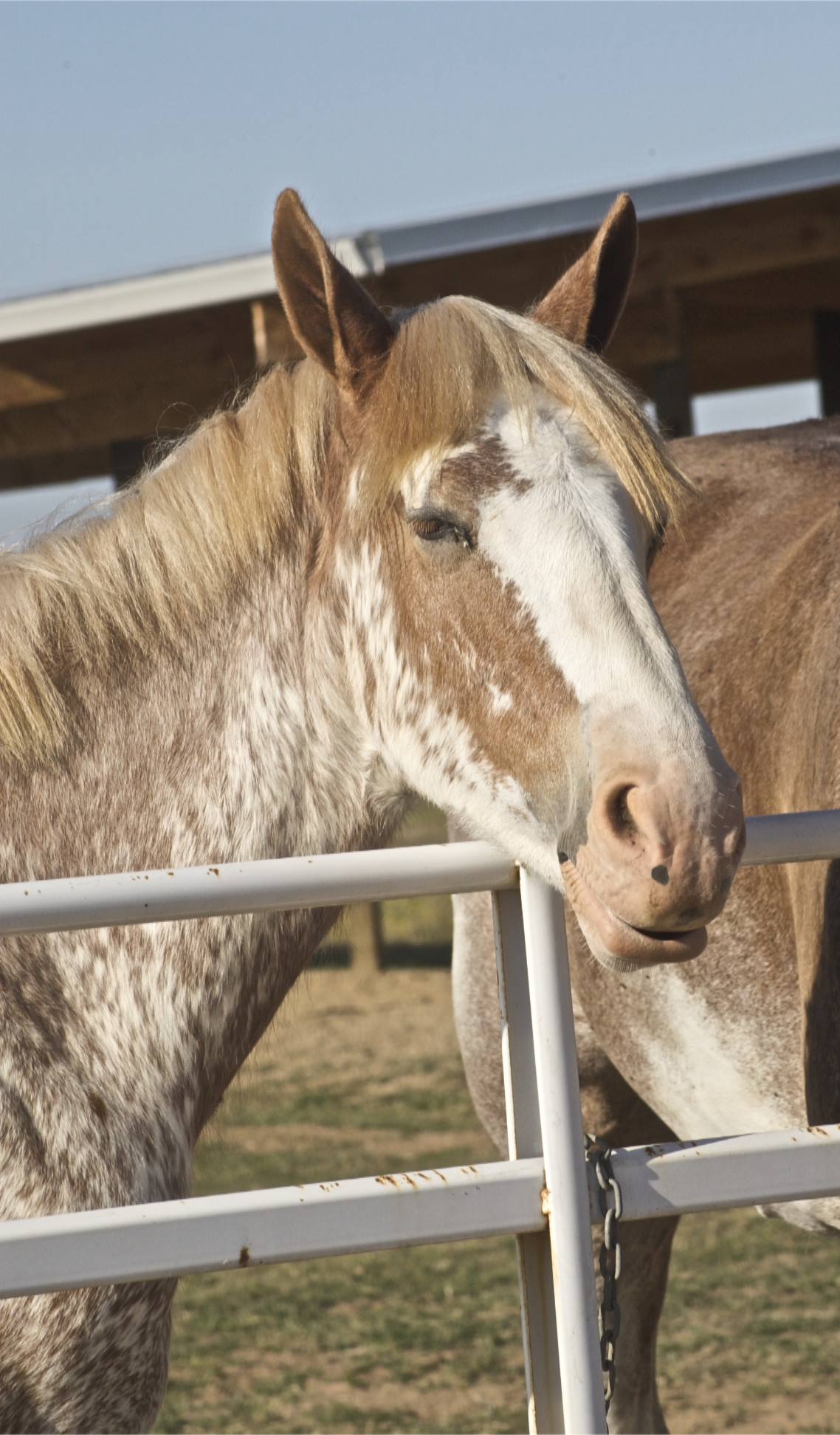

A Clydesdale egy lófajta az Egyesült Királyságból, a Skóciában lévő Lanarkshire térségről származik, amelynek régi neve Clydesdale volt, innen is kapta nevét.

## Története
A fajta tenyésztése az 1720-as évek környékén kezdődött. A clydesdale tenyésztésének a termetes sárga flandriai kancák szolgáltattak megfelelő alapot. A fajta tenyésztésében fontos szerepet játszott a Shire, amelytől a méretet kapta. A 19. századra önálló fajta lett.

## Jellemzői

### Megjelenése
Marmagassága 168–170 centiméter, súlya általában 1 tonna (1000 kg). A fajta feje elegáns, fülei kicsik, szemei nagyok és sötétek. Nyaka hosszú és enyhén ívelt, mellkasa mély, válla izmos. Fartője izmos, lábai hosszúak nagy körömmel, lábtője lejtős.

### Színe
Színe pej, deres, esetleg fekete vagy szürke, amelyen általában fehér jegyek találhatóak függetlenül a testszíntől. A jegyek legfőképp a négy lábán láthatók a térden alul, néha a hasa is fehér, és az arcán, amely kiterjed az ajkaira, az állára és a szemei köré.

## Hasznosítása
Mielőtt elkezdték volna fejleszteni a fajtát, nagy erőforrásnak számított a városokban mint teherhordó és hintó ló. Manapság a fajtát bemutatókon, valamint hátaslóként,hobbilovaglásra is használják.

## Képek

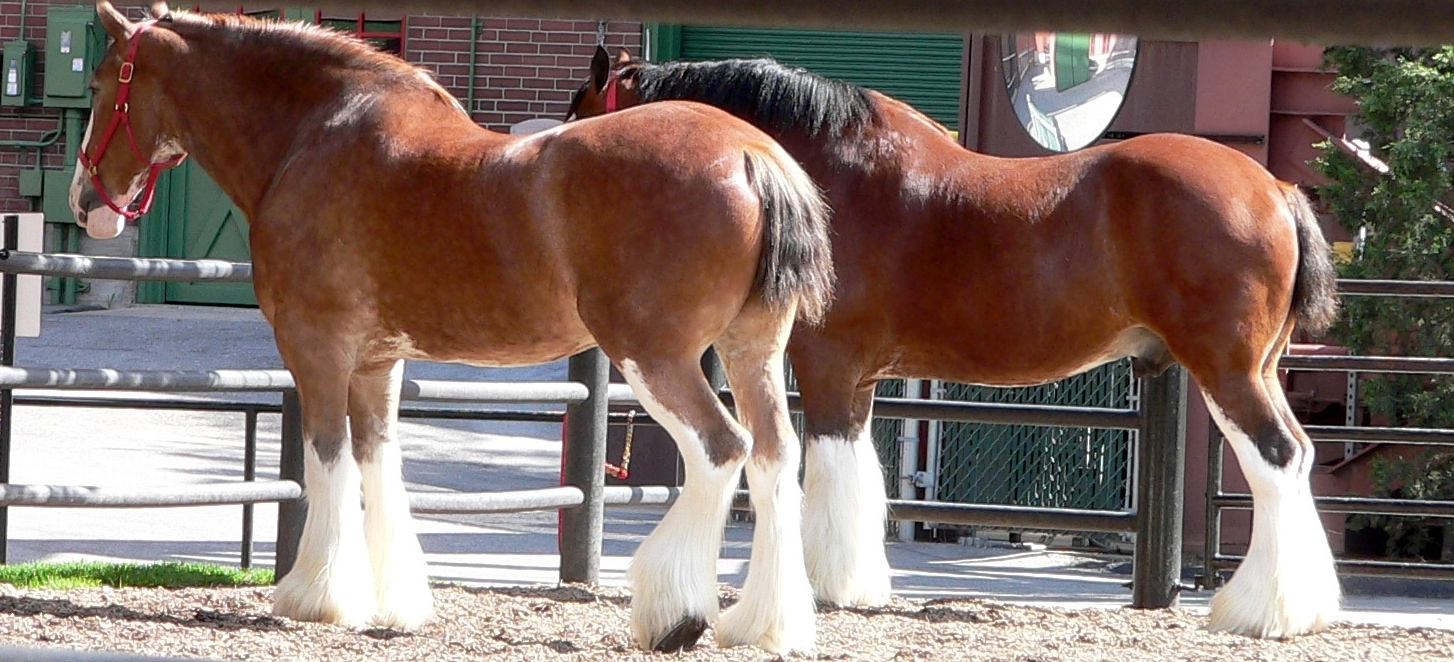
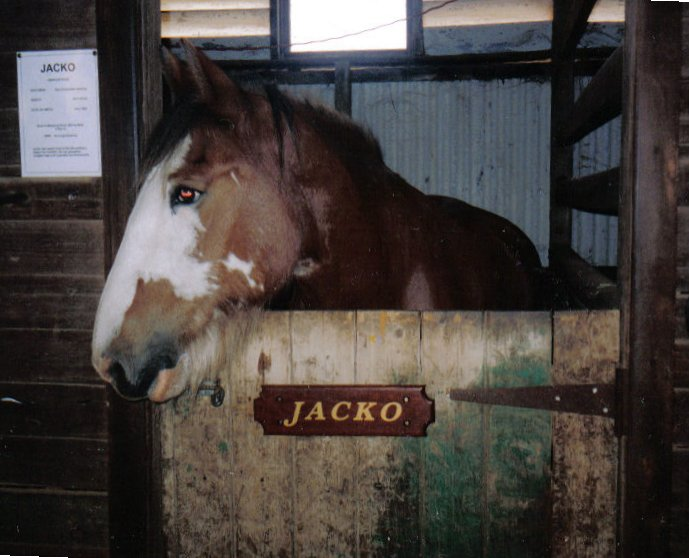
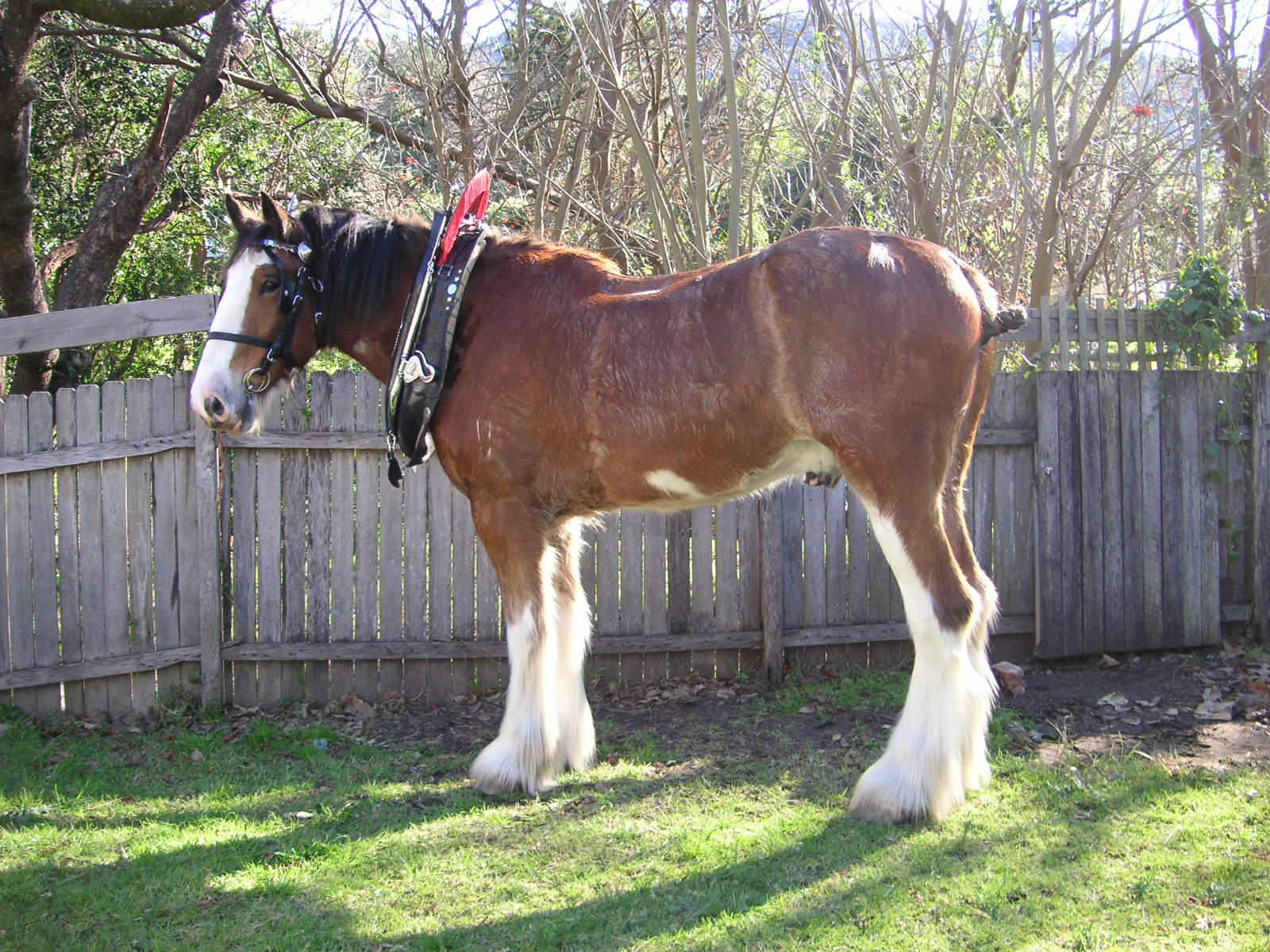
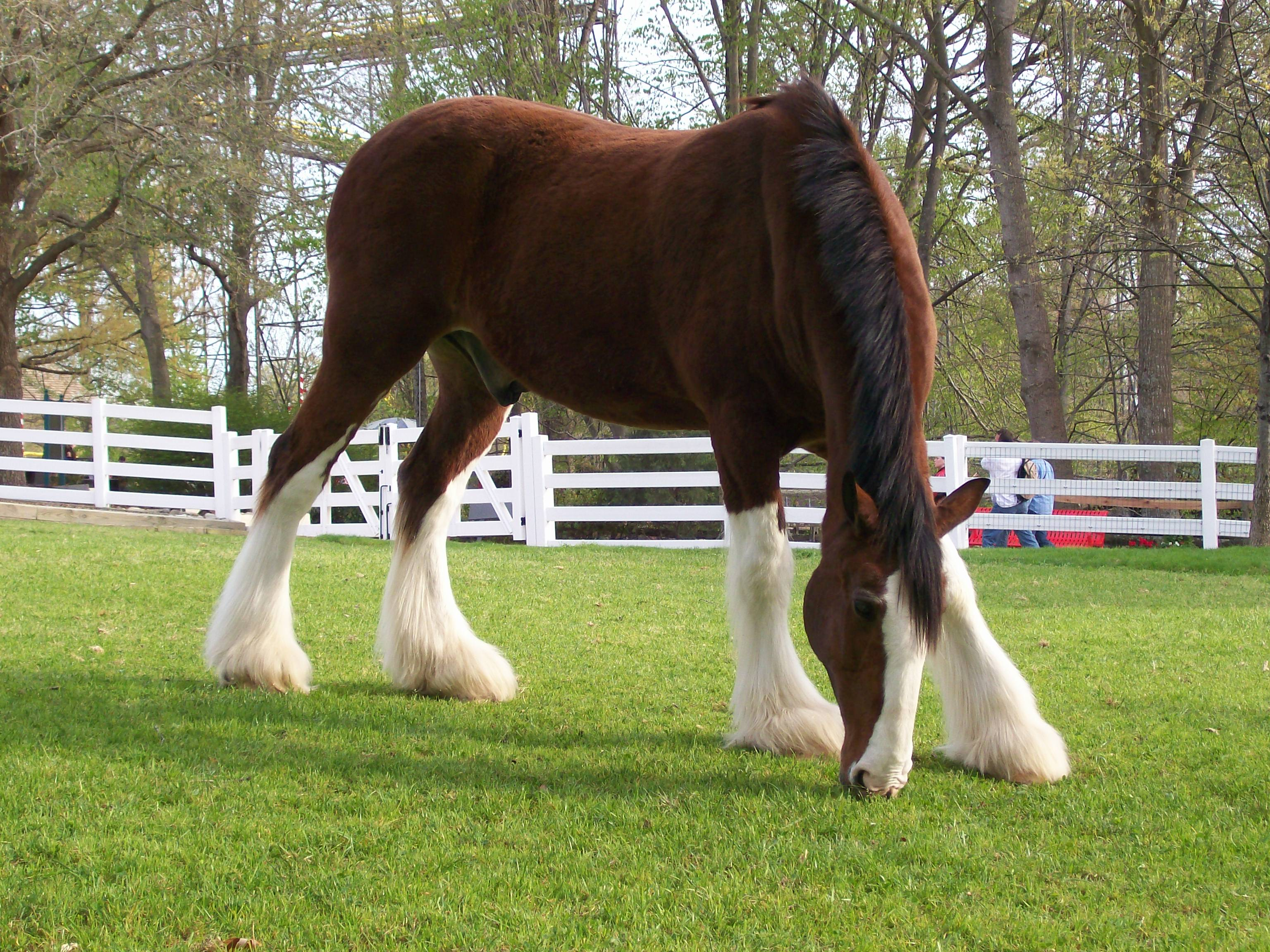
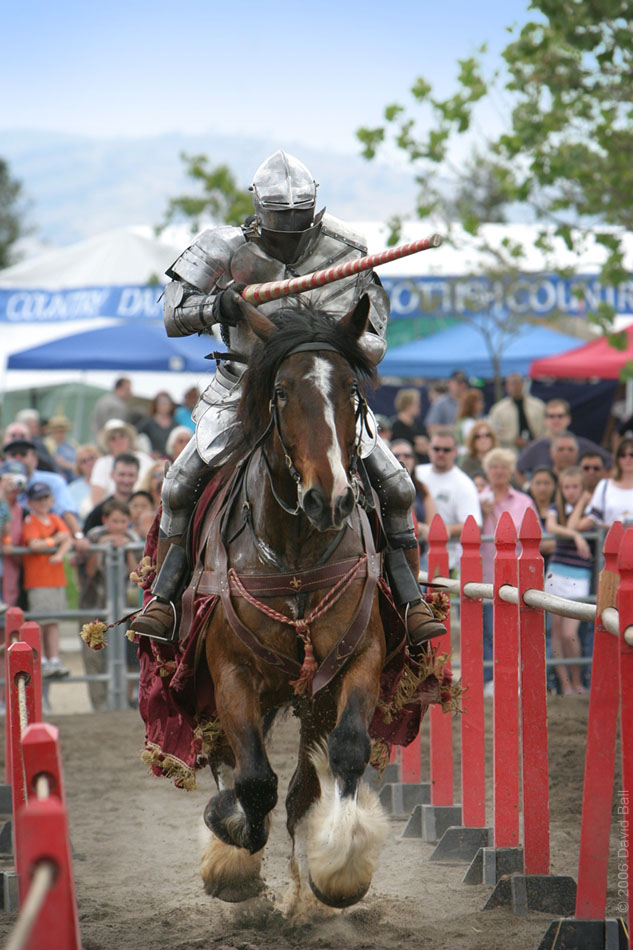
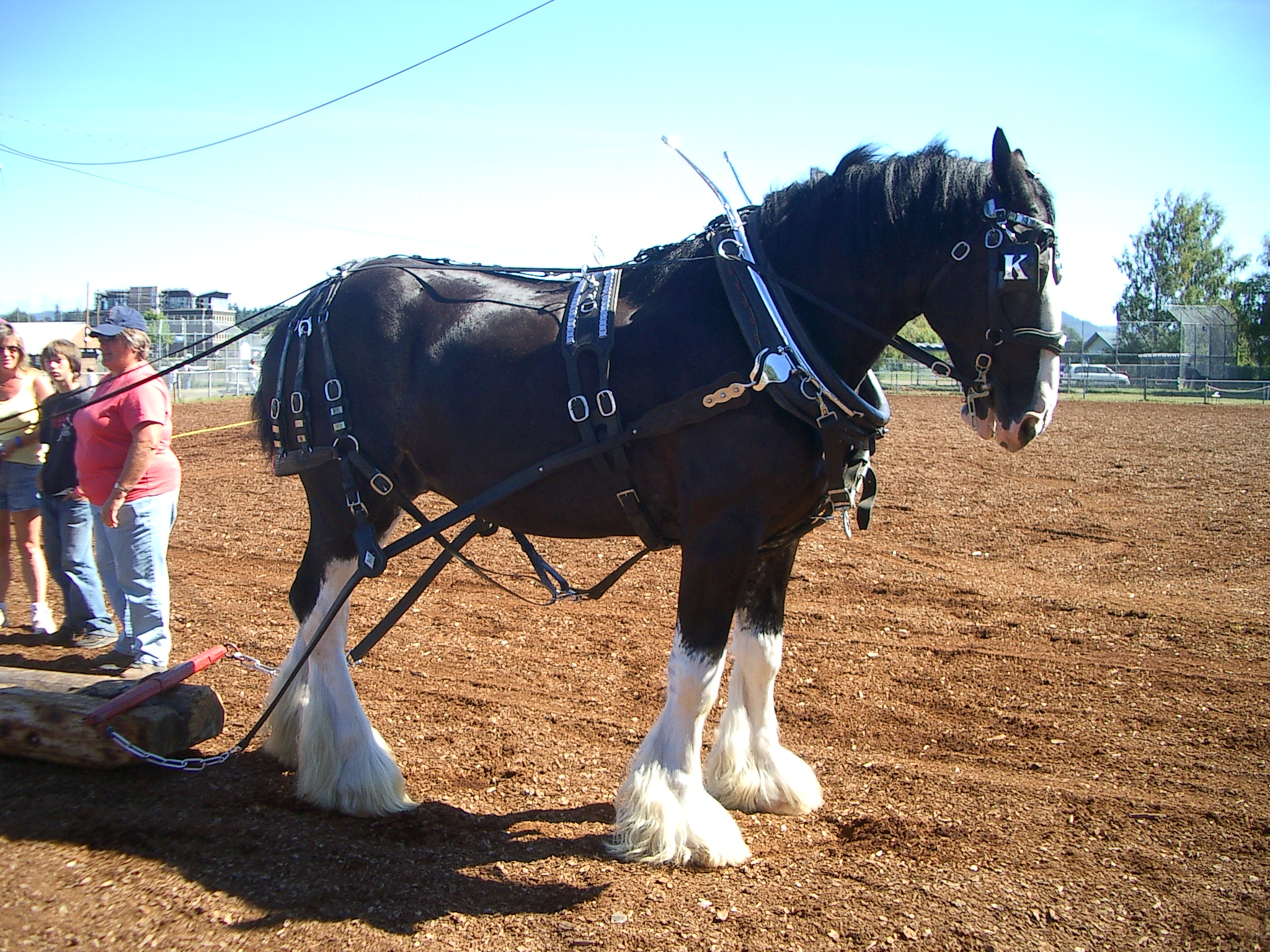

## Fordítás
- Ez a szócikk részben vagy egészben  a   Clydesdale (horse) című angol Wikipédia-szócikk fordításán alapul.  Az eredeti cikk szerkesztőit annak laptörténete sorolja fel. Ez a jelzés csupán a megfogalmazás eredetét és a szerzői jogokat jelzi, nem szolgál a cikkben szereplő információk forrásmegjelöléseként.